# Raškovice
Raškovice (deutsch Raschkowitz, älter Holzmühl) ist eine Gemeinde in Tschechien. Sie liegt elf Kilometer südöstlich von Frýdek-Místek und gehört zum Okres Frýdek-Místek.

## Geographie
Raškovice erstreckt sich linksseitig der Morávka am Fuße der Mährisch-Schlesischen Beskiden. Nördlich erhebt sich die Malá Prašivá (706 m), im Nordosten die Prašivá (843 m) und Čupel (872 m), im Osten der Lipí (901 m), südlich die Obora (709 m) und Kyčera (906 m). Gegenüber dem Dorf nimmt der zur Verstärkung des Zuflusses der Talsperre Žermanice angelegte Zuführungskanal Morávka-Žermanice, der Wasser von der Morávka in die Lučina bei Vojkovice leitet, seinen Anfang.
Nachbarorte sind Oblesky und Kamenité im Norden, Stonávka und Hůra im Nordosten, Kršle im Osten, Zlaň, Vlčánky, Folvark und Pražmo im Südwesten, Husinec, Borové und Krásná im Süden, Pod Krásnou und Říčka im Südwesten, Baščica und Janovice im Westen sowie Benátky, Kamenec und Vyšní Lhoty im Nordwesten.

## Geschichte
Raškovice wurde im Jahr 1584 als Rasskowicze im Urbar der Freien Minderherrschaft Friedek erstmals urkundlich erwähnt, aber einige Forscher verbanden es mit der während der Kolonisation der Gegend zu Beginn des 14. Jahrhunderts angelegten Waldhufendorf Holzmul (Holzmühl). Holzmul wurde im Liber fundationis episcopatus Vratislaviensis (Zehntregister des Bistums Breslau) aus dem um 1305 Jahr unter ungefähr siebzehn neuen Dörfern des 1290 gegründeten Herzogtums Teschen bei Rudgeri villa (Nižní Lhoty?) belistet. Im Jahr 1584 hatte das Dorf 21 Siedler und bestand im Dorf auch eine Sägemühle. Während der Wintermonate fertigten die Männer von Raškovice Holzschindeln. Bartholomäus von Würben und Freudenthal setzte 1590 einen ersten freien Vogt in Raškovice ein.
Während der zweiten – walachischen – Kolonisationsphase entwickelte sich Raškovice zu einem Zentrum der Bergbauern. 1619 war der Raškovicer Vogt zugleich walachischer Wojwode und vertrat die Viehzüchter aus den Bergen.
Georg von Oppersdorff ließ im Raškovicer Tiergarten ein hölzernes Jagdschlösschen und eine Sägemühle errichten. 1778 erwarben die Grafen Praschma die Friedecker Herrschaft. Johann Nepomuk Praschma gründete 1778 an der Stelle des alten Hammerwerkes eine Papiermühle. Die Bewohner des Dorfes ernährten vorwiegend sich von der Landwirtschaft und der Hausweberei. 1804 bestand das Dorf aus 154 Häusern und hatte 1005 Einwohner. 1826 gründete František Adámek auf seinem Gut eine Appretur und Bleiche für Leinwand, zu der bis 1900 noch eine mechanische Weberei hinzukam.
Nach der Aufhebung der Patrimonialherrschaften bildete Raschkowitz/Raškovice ab 1850 eine Gemeinde im Bezirk Teschen, ab 1908 gehörte sie zum Bezirk Friedeck/Frýdek. 1885 erweiterte und verbesserte Adámek den Wasserkraftantrieb der Fabrik. 1913 wurde die Fabrik an Rudolf Kirchhof verkauft. 1950 wurde die Gemeinde in den Okres Místek umgegliedert und nach dessen Auflösung gehört sie seit 1961 zum Okres Frýdek-Místek. Im Dezember 1952 wurde die Textilproduktion in Raškovice eingestellt und stattdessen wurden die Gebäude zu einer Akkumulatorenfabrik umgebaut. 1959 wurde der Kanal von der Morávka zur Lučina angelegt.
1980 verlor Raškovice seine Selbstständigkeit und wurde unter der Bezeichnung Morávka 3-Raškovice  zum Ortsteil der Großgemeinde Morávka. Seit 1990 besteht die Gemeinde Raškovice wieder.

## Gemeindegliederung
Für die Gemeinde Raškovice sind keine Ortsteile ausgewiesen. Zu Raškovice gehören die Ansiedlungen Benátky, Folvark, Husinec, Kamenec und Na Červenci.

## Sehenswürdigkeiten
- Marienkapelle in Kamenc an der Straße nach Skalice, errichtet 1902 an einer heilkräftigen Quelle, wieder geweiht 2003
- drei weitere Kapellen
- drei geschützte 330-jährige Sommereichen an der Adámek-Kapelle
- Adámkova vila (Adámek-Villa), errichtet in der 1. Hälfte des 19. Jahrhunderts für den Textilfabrikanten František Adámek. Das nach dem Zweiten Weltkrieg zu einer Ruine verkommene Bauwerk wurde zwischen 2006 und 2008 saniert und dient seitdem als Pension und Gaststätte.
- Památník Raškovic, Galerie mit Ausstellung traditioneller Volkskunst
- ehemaliger Vogtshof
- Gasthaus Zábava, 1698 als herrschaftliche Schenke errichtet
- Schrotholzkirche des hl. Antonius von Padua auf der Malá Prašivá, geweiht 1640
- Berg Prašivá mit Berghütte
- Glockenturm auf dem Friedhof Zlaň
- Statue des Sitzenden Christus auf dem Friedhof Zlaň, die aus einem zuvor als Stufe zur Kirche genutzten Sandsteinblock geschaffene Figur stammt von Marek Štěpán. Sie wurde 1994 aufgestellt.